# اسوالدو گوایاسمین
اسوالدو گوایاسمین (انگلیسی: Oswaldo Guayasamín؛ ۶ ژوئیه ۱۹۱۹ – ۱۰ مارس ۱۹۹۹ (۷۹ ساله)) نقاش، و مجسمه‌ساز اهل اکوادور بود.